# V Roklích
V Roklích (deutsch: Sosswald) ist ein dichtes Waldgebiet auf einem Bergrücken zwischen Zelená hora (deutsch: Grünberg) und Podhoří (deutsch: Kreuzenstein) in der Výhledská vrchovina (deutsch etwa: Oberkunreuther Bergland) in der Region Karlovarský kraj.

## Geographie
Am Nordrand des Waldgebietes fließt die Ohře (deutsch: Eger) durch die Talsperre Skalka und es verläuft dort die Straße 606 der II. Klasse. von Schirnding nach Cheb.

## Touristische Erschließung
Durch den V Roklích verläuft von dem aufgelassenen Ort Horní Pelhřimov (deutsch: Oberpilmersreuth) ein Weg an der Gedenkstätte für die ehemalige Wallfahrtskirche St. Anna vorbei bis zum Waldstück am Fernsehturm und weiter zum Bismarckturm auf der Zelená hora.
Früher diente der Wald als Rohstoffquelle für die Stadt Eger.